# Markus Liebelt
Markus Liebelt (* 11. März 1990) ist ein deutscher Triathlet.

## Werdegang
Der gebürtige Sachse Markus Liebelt lebt in Rostock ist seit 2007 im Triathlonsport aktiv.
Im Mai 2013 und erneut 2017 gewann Markus Liebelt auf der Mitteldistanz den Linz-Triathlon.
Beim Ironman Sweden im August 2019 belegte der 29-Jährige nach 8:03:15 Stunden mit persönlicher Bestzeit auf der Ironman-Distanz (3,86 km Schwimmen, 180,2 km Radfahren und 42,195 km Laufen) den achten Platz.

## Sportliche Erfolge
| Datum/Jahr    | Platz | Wettbewerb           | Austragungsort | Zeit     | Bemerkung                                                        |
| ------------- | ----- | -------------------- | -------------- | -------- | ---------------------------------------------------------------- |
| 21. Juli 2019 | 1     | Müritz-Triathlon     | Müritz         | 03:29:08 | Mitteldistanz                                                    |
| 9. Sep. 2018  | 4     | Ironman 70.3 Rügen   | Binz           | 03:55:17 |                                                                  |
| 5. Aug. 2018  | 3     | Ironman 70.3 Gdynia  | Gdynia         | 03:53:28 |                                                                  |
| 6. Aug. 2017  | 3     | Ironman 70.3 Gdynia  | Gdynia         |          |                                                                  |
| 27. Mai 2017  | 1     | Linz-Triathlon       | Linz           | 04:05:34 | Mitteldistanz                                                    |
| 21. Mai 2019  | 19    | Ironman 70.3 Austria | St. Pölten     | 04:20:39 |                                                                  |
| 11. Mai 2013  | 1     | Linz-Triathlon       | Linz           | 04:08:30 | Mitteldistanz                                                    |
| 22. Juli 2012 | 1     | Trumer Triathlon     | Obertrum       |          | Sieger auf der Mitteldistanz; neben Diana Riesler bei den Frauen |

| Datum/Jahr    | Rang | Wettbewerb     | Austragungsort | Zeit     | Bemerkung                                                                             |
| ------------- | ---- | -------------- | -------------- | -------- | ------------------------------------------------------------------------------------- |
| 17. Aug. 2019 | 8    | Ironman Sweden | Kalmar         | 08:03:15 | mit persönlicher Bestzeit auf der Ironman-Distanz; beendete das Radfahren als Dritter |
| 18. Nov. 2018 | 6    | Ironman Mexico | Cozumel        | 08:27:13 |                                                                                       |

(DNS – Did not start)